# Wilhelm Karpenstein

Wilhelm Karpenstein

Wilhelm Karpenstein (* 24. Mai 1903 in Frankfurt am Main; † 2. Mai 1968 in Lauterbach (Hessen)) war ein deutscher Politiker (NSDAP). In der Endphase der Weimarer Republik und nach der Machtergreifung war er Gauleiter im Gau Pommern. 1934 verlor er seine politischen Ämter und wurde aus der NSDAP ausgeschlossen. 

## Leben
Wilhelm Karpenstein wurde als Sohn eines Reichsbahninspektors in Frankfurt am Main geboren. Nach einer kurzen Tätigkeit als Bergarbeiter begann er ein Studium der Rechtswissenschaften an der Universität Frankfurt am Main. 1923 wechselte er an die Universität Greifswald in der Provinz Pommern.
Bereits 1921 trat Karpenstein in die NSDAP ein. Mit dem Greifswalder Professor Theodor Vahlen und den Studenten Reinhard Sunkel und Joachim Haupt baute er die Partei im Gau Pommern auf, wobei anfangs die Großdeutsche Volksgemeinschaft als Tarnorganisation genutzt wurde. 1923 trat Karpenstein in die Deutschvölkische Freiheitspartei ein. Ab 1924 gab Karpenstein den Norddeutschen Beobachter heraus. 
1925 kehrte Karpenstein für vier Jahre nach Hessen (Darmstadt) zurück. Er arbeitete als Referendar an verschiedenen Frankfurter Gerichten. In dieser Zeit trat er zum 31. August 1925 in die neu gegründete NSDAP ein (Mitgliedsnummer 17.333), aber 1927 wieder aus. 1928 trat er wieder in die Partei ein, wurde aber noch im gleichen Jahr ausgeschlossen, nach eigener Aussage wegen eines Streits mit dem Gauleiter von Hessen, Friedrich Ringshausen. 1929 absolvierte er sein Assessor-Examen und kehrte nach Greifswald zurück, wo er als Rechtsanwalt in der Kanzlei von Ernst Jarmer arbeitete. Ebenfalls 1929 wurde er wieder in die NSDAP aufgenommen. Bei der Reichstagswahl 1930 wurde er zum NSDAP-Reichstagsabgeordneten für den Wahlkreis 6 (Pommern) gewählt; er gehörte dem Reichstag von September 1930 bis August 1934 an. 
Am 1. April 1931 wurde Karpenstein als Nachfolger von Walther von Corswant zum Gauleiter von Pommern ernannt. Die Lage der NSDAP in Pommern war von innerparteilichen Streitigkeiten geprägt. Nach dem sogenannten Stennes-Putsch, einer parteiinternen Auseinandersetzung, bei der SA-Männer am 1. April 1931 ein Parteigebäude der NSDAP in Berlin besetzten, wurden zahlreiche SA-Führer aus der Partei ausgeschlossen. Karpenstein unterstützte diese Parteiausschlüsse, hatte aber Streitigkeiten mit den verbliebenen SA-Führern sowie mit dem früheren stellvertretenden Gauleiter Robert Schulz. 
Vor und nach der Machtergreifung 1933 ging Karpenstein rücksichtslos gegen politische Gegner vor. Im November 1932 rief er in Stolp zur Vernichtung und Ausrottung der Deutschnationalen Volkspartei auf, der während der Weimarer Republik in Pommern führenden Partei. Nach der Machtergreifung setzte er sich für die Entlassung der Greifswalder Professoren Fritz Klingmüller und Konrat Ziegler ein. 
1933 wurde Karpenstein Mitglied des Preußischen Staatsrats sowie des Reichsrats. Anders als anderen Gauleitern gelang es Karpenstein aber nicht, das Amt des Oberpräsidenten zu erhalten; das Amt des Oberpräsidenten der Provinz Pommern blieb nach der Absetzung von Carl von Halfern seit dem 1. Oktober 1933 unbesetzt. 1933 wurde Karpenstein Ehrenbürger der Stadt Greifswald (am 5. September 1935 aberkannt). Am 25. Januar 1934 wurde ihm das Ehrenzeichen der NSDAP verliehen.
1934 endete Karpensteins Karriere abrupt. Im Nachgang des sogenannten Röhm-Putschs wurde Karpenstein am 21. Juli 1934 als Gauleiter von Pommern abgesetzt und aus der Partei ausgeschlossen; sein Nachfolger als Gauleiter wurde Franz Schwede-Coburg. Hintergrund waren auch Streitigkeiten um das vom seinerzeitigen Polizeipräsidenten Fritz Karl Engel und der lokalen SS-Formation auf dem Gelände der ehemaligen Vulcan-Werft eingerichtete KZ Bredow bei Stettin, das im März 1934 geschlossen worden war. Karpenstein befand sich von Oktober 1934 bis zum Jahre 1936 in Gestapo-Haft in Berlin. Im Juli 1936 wurde er aufgrund eines Gnadenerlasses aus der Haft entlassen, mit der Auflage, sich in Deutschland, aber nicht innerhalb des Gaues Pommern aufzuhalten.
Ab 1936 war Karpenstein Rechtsanwalt in Berlin, wobei ihm seine Zulassung zeitweise entzogen wurde. Während des Zweiten Weltkrieges war er überwiegend Soldat. Zuletzt diente er ab 1942 in der schweren Flak-Abteilung 403, wo er 1943 zum Leutnant befördert wurde. Seine Bemühungen um politische Rehabilitierung in der NSDAP blieben erfolglos. 
Nach dem Zweiten Weltkrieg arbeitete Karpenstein von 1949 bis 1951 als Kreisgeschäftsführer beim Hessischen Bauernverband und von 1951 bis 1954 als Prokurist in einer Tuchfabrik. 1954 erhielt er wieder die Zulassung als Rechtsanwalt, die ihm 1950 noch als ehemaligem Gauleiter verweigert worden war. Die Zulassung als Notar wurde ihm wegen seiner Verantwortung für das Konzentrationslager Bredow zunächst weiterhin verweigert, Karpenstein klagte dagegen und erhielt nach einem Vergleich 1959 die Notarzulassung. Gegen die IG Metall klagte er wegen einer Publikation, die ihn als profilierten Nationalsozialisten zeigte, vor dem Bundesgerichtshof 1965 erfolgreich ein Schmerzensgeld von 3000 DM ein. In diesen Gerichtsverfahren konnte eine Mitverantwortlichkeit Karpensteins an den Vorgängen in dem Konzentrationslager Stettin nicht festgestellt werden.